# Le Comte Ory
Pour les articles homonymes, voir Ory.
Personnages
Le Comte Ory, ténor
La comtesse Adèle, soprano
Isolier, mezzo soprano (il s'agit d'un rôle travesti)
Raimbaud, baryton
Le Gouverneur, basse
Dame Ragonde, mezzo soprano
Alice, une paysanne, soprano

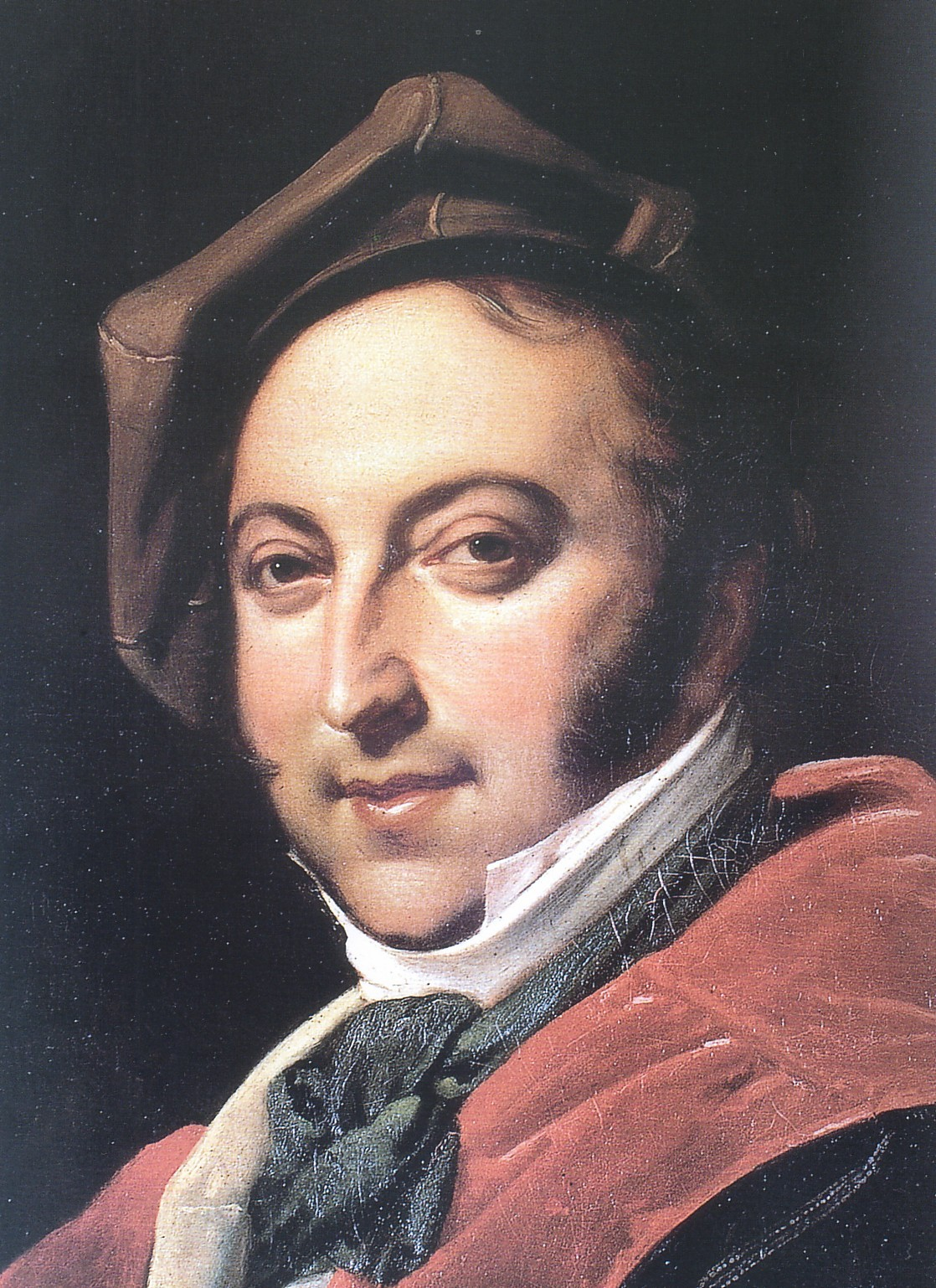
Gioachino Rossini.

Le Comte Ory est l'avant-dernier opéra composé par Gioachino Rossini sur un livret en français d'Eugène Scribe et de Delestre-Poirson. Il fut créé à l'Opéra Le Peletier à Paris, le 20 août 1828. C'est une large reprise de son précédent opéra Le Voyage à Reims.
Sur un ton léger et tonique, Rossini entraîne les spectateurs sur la piste des frasques médiévales du terrible Comte, au fil des deux actes de cet opéra qui lie sans cesse la farce au lyrique. Proposé au départ en un seul acte par les deux librettistes, sur la base d'une histoire médiévale de chevaliers séducteurs de nonnes, retranscrite par Pierre-Antoine de La Place, Rossini réclame et obtient un second acte.

## Rôles
| Rôle                                             | Tessiture                   | Première représentation le 20 août 1828 (Chef d'orchestre : François Habeneck) |
| ------------------------------------------------ | --------------------------- | ------------------------------------------------------------------------------ |
| Comte d'Ory                                      | ténor léger                 | Adolphe Nourrit                                                                |
| Gouverneur                                       | basse bouffe                | Nicolas Levasseur                                                              |
| Isolier                                          | mezzo-soprano (en travesti) | Constance Jawureck (en)                                                        |
| Raimbaud                                         | baryton                     | Henri-Bernard Dabadie                                                          |
| La Comtesse Adèle                                | soprano colorature          | Laure Cinti-Damoreau                                                           |
| Ragonde                                          | mezzo-soprano               | Augusta Mori                                                                   |
| Alice                                            | soprano                     |                                                                                |
| 1er chevalier                                    | ténor                       | Alexis Dupont                                                                  |
| 2e chevalier                                     | ténor                       | Eugène Massol                                                                  |
| 3e chevalier                                     | baryton                     | Henri-Bernard Dabadie the younger                                              |
| 4e chevalier                                     | baryton                     | Ferdinand Prévôt (en)                                                          |
| Chœur des hommes d'Ory, femmes, croisés, paysans |                             |                                                                                |

## Argument
La scène se déroule aux alentours de l'an 1200, devant puis dans le château de Formoutiers, en Touraine.

### Premier acte
La scène est à Formoutiers, en Touraine

#### Scènes première à troisième
Le comte Ory est un libertin et un séducteur forcené qui entend bien profiter du départ en croisade des hommes du château de Formoutiers, notamment en séduisant la vertueuse comtesse Adèle dont le frère est absent. Il se grime donc, avec son ami Raimbaud, en vieil ermite qui s'efforcera d'apporter sagesse et réconfort aux malheureuses femmes esseulées. 
Raimbaud annonce qu'un ermite avisé se rendra dans le village pour offrir des conseils sur les questions de cœur. Le château est rempli de femmes attendant le retour de leurs maris et de leurs frères des croisades. Ragonde révèle que la comtesse espère que l'ermite apaise sa tristesse et Raimbaud lui assure que l'habileté de l'ermite est hors pair et a aidé de nombreuses veuves à trouver l'amour.
Le comte Ory, déguisé en ermite, arrive au château. Les gens lui disent leurs vœux et il invite les jeunes filles à lui rendre visite à son ermitage ce soir-là. Ragonde explique que les dames ont juré de vivre comme des veuves dans le château de la comtesse pendant que leurs maris et frères sont partis en croisade. Elle raconte à Ory déguisé que la comtesse Adèle souhaite lui parler, ce qu'il accepte avec enthousiasme. Ory se retire à l'ermitage avec les femmes.

#### Scènes quatrième à sixième
Le page d'Ory, Isolier, et le gouverneur se reposent de leur voyage sous des ombrages. Ils expliquent que le comte Ory, qui est sous la garde du gouverneur, a disparu. Le gouverneur explique qu'il cherche Ory à la demande du père d'Ory (« Veiller sans cesse »). Lorsque le gouverneur demande pourquoi le page l'a amené à cet endroit, il est révélé qu'Isolier souhaite visiter le château de la comtesse car il espère la rencontrer. 
Les paysans et paysannes sortent de l’ermitage. Lorsque le gouverneur voit les « minois jolis », il soupçonne que le comte n'est pas loin. Les femmes lui disent que l'ermite est venu en ville il y a huit jours – le même jour que le comte a échappé à la garde du gouverneur. Ses soupçons s'approfondissent.

#### Scène septième
Isolier se révèle amoureux d'Adèle. Il ne reconnaît pas Ory déguisé, et confie son amour à l'ermite, expliquant son plan de se faufiler dans le château déguisé en pèlerine (Duo : « Une dame de haut parage »). Isolier demande l'aide de l'ermite : lorsque la comtesse viendra consulter celui-ci, il doit lui dire que l’indifférence cause son « tourment fatal » et que le remède est d'aimer Isolier. Le comte accepte d'annoncer à la comtesse que le remède de ses maux est l'amour, mais il a l'intention de supplanter le jeune Isolier.

#### Scène huitième
La comtesse Adèle consulte l'ermite pour un remède à sa douleur (« En proie à la tristesse »). Il propose qu'elle tombe amoureuse, elle déclare donc son amour à Isolier, heureux que les sentiments qu'il éprouve pour la comtesse soient réciproques. « L'ermite » avertit la comtesse de ne pas faire confiance au « fidèle page de ce terrible Comte Ory » et elle l’entraîne dans le château.

#### Scène neuvième
Le gouverneur reconnaît Raimbaud et Ory et tout le monde est abasourdi lorsque l'identité du comte est révélée. Adèle reçoit une lettre de son frère annonçant la fin de la croisade et le retour des hommes dans leur patrie dans les deux jours.

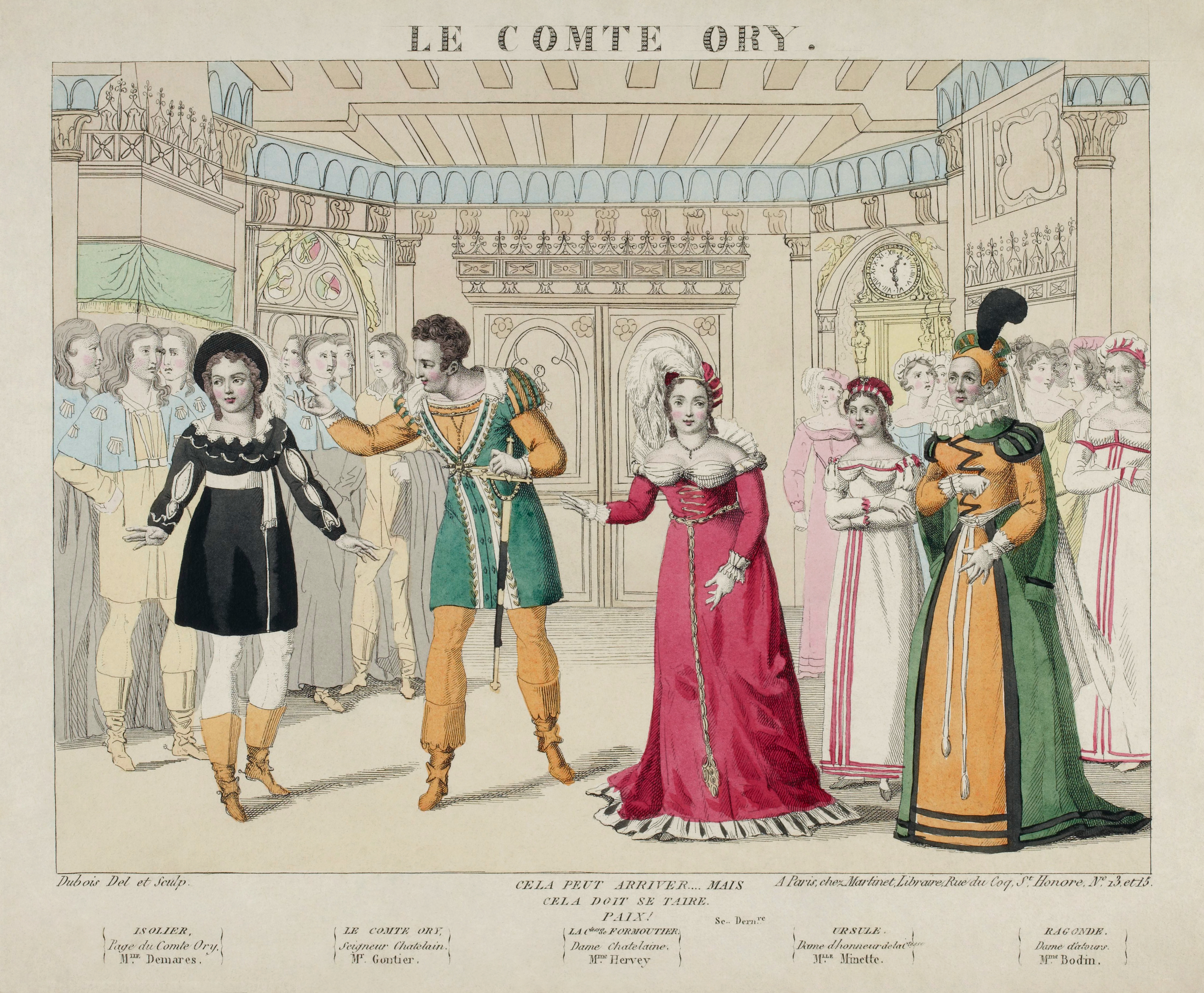
Dernière scène du comte Ory. Gravure. Dubois (17..-18..).

### Second acte
Une grande salle dans le château

#### Scènes première à quatrième
Le second acte se déroule au sein du château de Formoutiers, sous un orage terrible qui pousse les femmes à accueillir un groupe de pèlerines surprises par les éléments. Ces pèlerines sont en réalité Ory et ses amis. Le nouveau déguisement d'Ory est « Sœur Colette ». Resté seul avec la comtesse, Ory s'approche d'elle avec passion (Duo: « Ah! Quel respect, Madame »).

#### Scènes cinquième à huitième
Servis seulement de lait et de fruits comme repas, les « pèlerines » constatent le manque de vin. Raimbaud vient à la rescousse - il s'est faufilé dans la cave du château et revient avec assez de vin pour tout le monde. Ils portent un toast au frère absent de la comtesse (« Dans ce lieu solitaire »). Ragonde entre en vérifiant que les pèlerines n'ont besoin de rien et ils font semblant de prier, cachant les bouteilles. Elle revient avec la comtesse, qui les loue pour leur piété.

#### Scène neuvième
Isolier arrive au château pour faire savoir aux femmes que leurs maris et frères arriveront à minuit. En apprenant que les dames ont accueilli un groupe de pèlerines dans le château, Isolier comprend qu'il s'agit d'Ory et de ses hommes. Il partage cette révélation avec les femmes, qui ont peur de ce que leurs maris penseront en les trouvant dans le château avec vingt-cinq hommes.

#### Scènes dixième à onzième
Une fois tout le monde au lit, Ory entre dans la chambre de la comtesse Adèle. Il la courtise, ne réalisant pas dans l'obscurité que c'est la main d'Isolier qu'il tient (Trio : « À la faveur de cette nuit obscure »).
Les hommes reviennent de la croisade. Isolier se dévoile au comte Ory et l'aide à s'échapper du château avec ses hommes.

## Retransmission en direct du Met
L’opéra a été retransmis en direct du Met dans des salles de cinéma du monde le 9 avril 2011 avec Juan Diego Flórez dans le rôle-titre, Diana Damrau en Comtesse Adèle, Joyce DiDonato comme Isolier, Michele Pertusi en Gouverneur et Stéphane Degout en Raimbaud, sous la direction de Maurizio Benini. Cette version, disponible en streaming payant sur le site du Metropolitan Opera, a été en libre accès le 17 avril 2020 dans le cadre du confinement dû à l'épidémie du covid-19.

## Sources
- Avant-Scène Opéra n°140, texte de Marie-Aude Roux.